# Набэсима Харусигэ
Набэсима Харусигэ (яп. 鍋島 治茂, 30 августа 1745 — 9 февраля 1805) — японский даймё периода Эдо, 9-й правитель княжества Сага (1770—1805) и 7-й правитель княжества Касима (1763—1770). Известный как мудрый правитель, приступивший к радикальным реформам управления княжества, за что его называют «основоположником возрождения княжества Сага».

## Биография
Десятый сын Набэсимы Мунэсигэ, 6-го даймё Саги. Мать, Юки, дочь Сёдая Сигэсады. В 1759 году он был усыновлён Набэсимой Наосато, 6-м даймё Касимы, а в 1763 году Наохиро стал следующим даймё Касимы. В 1770 году Набэсима Сигэмоти, 8-й даймё Саги, умер в возрасте 36 лет, и поскольку у него не было наследника, Наохиро унаследовал Сагу и стал 9-й даймё княжества.
Обеспокоенный текущим положением Саги, Харусигэ приступил к радикальным реформам управления княжеством. Исии Какудзан, правая рука Набэсимы, был направлен в княжество Кумамото для изучения факторов успеха реформы администрирования, и после возвращения Исии, заявившего, что ключ к успеху реформы администрирования княжества заключается в обучении человеческих ресурсов, Харусигэ приказал Коге Сэйри основать княжескую школу Кодокан рядом с замком Сага в 1781 году. Набэсима активно продвигал экономическую политику, такую как введение налога на рис, а также способствовал заметным организационным реформам княжества, таким как создание шести отделений управления и установление новой системы наказания. Сам Харусигэ был хорошо образован и преуспел в поэзии.
В 1805 году Набэсима Харусигэ умер в возрасте 59 лет. Ему наследовал его старший сын Набэсима Наринао.

## Семья
Первая жена, Тохимэ, дочь Накаина Цуэды. Вторая жена, Юхимэ, дочь Ии Наохидэ. Третья жена, Дзюхимэ, дочь Мацудайры Норимори.
Дети от наложницы из рода Фукуока:
- Набэсима Наринао, старший сын
- Макото, жена Сакакибары Масанори[яп.], даймё Такады
- Отэцу, жена Исахаи Кэйки

Дети от наложницы Мин из рода Сёдай:
- Набэсима Наонори, шестой сын

Дети от наложницы, дочери Кая Дзэнтайфу:
- Набэсима Наотомо, седьмой сын

Дети от наложницы из рода Китамикадо:
- Тэйсо-ин, жена Набэсимы Наоёси

Дети от наложницы из рода Масуда:
- Набэсима Наомити, четвёртый сын
- Охэн, жена Набэсимы Наоаки

Дети от наложницы из рода Мурамацу:
- наложница Накаина Цутоси
- Кан, жена Датэ Мунэтады[яп.]
- наложница Кудзэ Митисудзи
- Нару, жена Миуры Нобуцугу[яп.]